# Reuil-sur-Brêche
Reuil-sur-Brêche é uma comuna francesa na região administrativa de Altos da França, no departamento de Oise. Estende-se por uma área de 12,58 km². Em 2010 a comuna tinha 333 habitantes (densidade: 26,5 hab./km²).